# Planalto (kommun i Brasilien, São Paulo, lat -21,00, long -49,94)
Planalto är en kommun i Brasilien.   Den ligger i delstaten São Paulo, i den södra delen av landet, 600 km söder om huvudstaden Brasília. Antalet invånare är 4 472.
Följande samhällen finns i Planalto:
- Planalto

Omgivningarna runt Planalto är en mosaik av jordbruksmark och naturlig växtlighet. Runt Planalto är det ganska glesbefolkat, med 38 invånare per kvadratkilometer.